# علي طارق
علي طارق هو مبارز بالسيف مصري، ولد في 20 سبتمبر 1978.

## وصلات خارجية
- علي طارق على موقع أوليمبيديا (الإنجليزية)